# إدوارد كريستيان زيمارمان
إدوارد كريستيان زيمارمان (بالرومانية: Eduard Cristian Zimmermann)‏ هو لاعب كرة قدم روماني، ولد في 18 أبريل 1983 في ريشيتسا في رومانيا. شارك مع منتخب رومانيا تحت 21 سنة لكرة القدم. أما مع النوادي، فقد لعب مع بولتيهنيكا تيميسوارا ونادي أوتيلول ريشيتا ونادي بترولول بلويشتي.